# Лакаб
Лака́б (араб. لقب‎) — часть арабского имени, прозвище, почётный титул, возвеличивающий эпитет, псевдоним. Лакаб наиболее сложен в арабской традиции именования как по форме, так и по семантическому составу и синтаксическому употреблению. Истоки этих имён уходят в средневековье, в реалии древнего исламского мира. Перевод имени лакаб во многих случаях требует детального знания культурно-исторической ситуации в период жизни его носителя. Надо также учитывать, что подобные имена, в большинстве случаев, давались человеку после его смерти. Разным социальным прослойкам общества были присущи различные группы имён лакаб.
Лакаб в узком значении прозвища известен во всех исторических эпохах и во всех уровнях социальной лестницы. Часто это презрительное прозвище (выделяется термином набаз или лабаз); оно может отражать какой-либо телесный недостаток человека или отрицательное свойство характера: «Тавил» (длинный), «аль-Каззаб» (лжец) и др. Согласно исламскому праву (фикх) запрещено давать прозвище с целью высмеять или унизить человека и разрешено давать лакаб, который подчёркивает какие-то его достоинства.
У правителей, военачальников, государственных сановников были распространены титулы с элементами -дин, -давла, -амир, -мульк, -ислам и др. Является сугубо индивидуальным для каждого династа и династии в целом.
Иногда именование по занятиям или должности обозначается специальным термином мансаб (إسم منصب). Например, аль-Хатиб, ан-Наххас, ар-Равия, являющимся, частным случаем имён типа лакаб.
Почётные титулы иногда объединяются термином хитаб. Обычно это имена типа лакаб с элементом ад-дин: Рашид-ад-Дин, Саад-эд-дин.
Многие имена лакаб халифов и эмиров и других правителей с течением времени перешли в разряд алам и стали употребляться во всех социальных группах, например: Ар-Рази, Рида, Заки, Таки и образовавшиеся по типу кунья Абу-ль-Фатх, Абу Наср, Абу-ль-Фадль.
Иногда к именам лакаб относят псевдонимы поэтов, писателей и людей культуры, объединяемые термином тахаллус (тахлос или махлас). Имена тахаллус могут иметь какую-либо связь с личными качествами носителя, с характером и стилем его произведений, с именами меценатов, с названием места проживания и т. д. Так, к примеру поэт аль-Баис был назван по стиху, который начинается словом того же корня, аль-Мутанабби — по роду своей политической деятельности, а у поэта Омара Хайяма — Хайям — это прозвище, означающее «Палаточник». Такое прозвание часто должно было упоминаться в конечном стихе (бейте) каждого произведения поэта и служило знаком авторской принадлежности.